# Giovanni di Castrocoeli
Giovanni di Castrocoeli, o Giovanni di Castrocielo o Giovanni Castroceli (Castrocielo, ... – Benevento, 22 febbraio 1295), è stato un cardinale e arcivescovo cattolico italiano, appartenente all'ordine di San Benedetto.

## Biografia
Nato a Castrocielo, allora facente parte della diocesi di Aquino, entrò nell'ordine benedettino. Divenuto sacerdote, fu nominato prevosto del monastero benedettino di Capua. Il 17 giugno 1282 fu nominato arcivescovo di Benevento da papa Martino V. Venne nominato cardinale, con il titolo dei Santi Vitale, Valeria, Gervasio e Protasio, da papa Celestino V nel concistoro dell'autunno del 1294 e, in seguito a questo, lasciò la carica di arcivescovo di Benevento assumendo quella di amministratore apostolico della medesima arcidiocesi. Allo stesso tempo assunse l'incarico di Vice-cancelliere di Santa Romana Chiesa.
Partecipò al conclave del 1294, svoltosi tra il 23 e il 24 dicembre, che elesse papa Bonifacio VIII. Morì a Benevento nel 1295 e in quella stessa città fu sepolto.

## Successione apostolica
La successione apostolica è:
- Cardinale Ugo Aycelin de Billom, O.P. (1294)